# 松尾橋
松尾橋（まつおばし、まつおはし）は、京都府京都市右京区と西京区間の桂川に架かる橋。松尾・嵐山東地区から四条河原町方面を結ぶ四条通（京都市道186号嵐山祇園線）の一部を構成する道路橋である。

## 概要
松尾大社の東側にあり参道に近く、橋は京都市街と洛西を結ぶ位置にある。松尾大社には高さ2mほどの石灯籠が門前南側にあることから、松尾橋ができるまでは桂川のさらに下流の上野橋や桂橋からの参詣道がメインルートだったが、松尾橋の完成により参詣者には近道となった。
もとは簡易な木橋で1935年（昭和10年）と1945年（昭和20年）の洪水で流失している。
現在の橋は1953年に完成。1971年に道路が拡張され橋長200m、幅員11mの橋となっている。
- 車線数 - 両側2車線
- 歩道 - 両側に設置
- 街路灯 - あり

## 沿革
明治時代に木造橋にて架設。
1880年（明治13年）の絵図（「上山田村誌」収録）ではまだ松尾橋の記載はない。1907年（明治40年）9月の「仮橋架設申請書」によれば、「松尾橋…明治四拾年八月二十六日強雨出水ノ為メ流失…」とあり、明治13年から同40年の間の架橋とみられる。地元の郷土史家の考察では、明治中頃の架橋ではないか、とのこと。明治28年発行の『京都名所独案内』に「梅津川は大井川の流なり 此所に舟渡しあり山田渡しといふ 材木を商う民家多し」とあり、明治28年には舟で渡っていたようである。仮橋架設申請後の新たな橋は1909年（明治42年）3月に架けられたが、1935年（昭和10年）6月の洪水で再び流出し、第二次世界大戦後まもなく（1945年〈昭和20年〉10月）にも川の氾濫で失われ、歴史的には三度の流出に遭っている。
木造のため流出を繰り返したこの橋も、1953年（昭和28年）10月に鉄筋コンクリートの永久橋として竣工し、その後1971年（昭和46年）に歩道を整備するなどの拡幅工事が施されて現在に至る。
近辺を詠んだ歌が古典に残されている。
夕されば門田の稲葉をとづれてあしのまろやに秋風ぞ吹—源経信、小倉百人一首

## 橋周辺
流域は昭和30年代まで鄙びた農耕地帯であり、かつては京都の中心へ丹波の材木を供給する拠点でもあった。
また、映画会社の撮影所に近く、木橋の時代には度々映画やドラマの撮影場所として使われた。大映京都撮影所のカメラマンだった森田富士郎の話では、かつて松尾橋周辺の河原は時代劇映画の撮影場所として絶好のロケ地であったという。特にアカマツ林があった橋の上流側の左岸は大名行列の撮影に最適で、近隣には庄屋風の土蔵が建つ集落もあり、どんな画もそこで撮影できたと述べている。戦後、コンクリートの永久橋になってからは、橋の上にカメラを据えることはあっても、橋を写すことはないという。現代劇映画では、鬼龍院花子の生涯（昭和57年、監督五社英雄）で川沿いのシーンが撮影されている。
橋の西詰で阪急嵐山線と交差し、物集女街道（府道西京高槻線）に接続する。交差点に同線の松尾大社駅があり、大鳥居をくぐると松尾山麓に松尾大社が鎮座する。橋の東詰からは堤防の「罧原堤」が上流に向かって伸びている。堤防の東側は梅津地区で、かつては嵯峨、桂と共に、丹波から下ってくる材木が集積される川港だった。また、東詰には京都市営バスの停留所「松尾橋」がある。バス停のある広い旋回場（ロータリー）は、かつて京都市電梅津線の終点「松尾橋」の名残りで、当時は京都市営トロリーバスが走っていた。

## 周辺
- 松尾大社
- 梅宮大社